# Spring Valley (Kentucky)
Spring Valley és una població dels Estats Units a l'estat de Kentucky. Segons el cens del 2000 tenia 668 habitants.

## Demografia
Segons el cens del 2000, Spring Valley tenia 668 habitants, 237 habitatges, i 200 famílies. La densitat de població era de 1.172,3 habitants/km².
Dels 237 habitatges en un 43,5% hi vivien nens de menys de 18 anys, en un 81,4% hi vivien parelles casades, en un 1,7% dones solteres, i en un 15,2% no eren unitats familiars. En el 14,3% dels habitatges hi vivien persones soles el 7,2% de les quals corresponia a persones de 65 anys o més que vivien soles. El nombre mitjà de persones vivint en cada habitatge era de 2,82 i el nombre mitjà de persones que vivien en cada família era de 3,12.
Per edats la població es repartia de la següent manera: un 29,9% tenia menys de 18 anys, un 3,1% entre 18 i 24, un 25,1% entre 25 i 44, un 24,7% de 45 a 60 i un 17,1% 65 anys o més.
L'edat mediana era de 41 anys. Per cada 100 dones de 18 o més anys hi havia 95 homes.
La renda mediana per habitatge era de 85.779 $ i la renda mediana per família de 93.275 $. Els homes tenien una renda mediana de 69.375 $ mentre que les dones 45.625 $. La renda per capita de la població era de 34.247 $. Cap de les famílies i el 0,3% de la població estaven per davall del llindar de pobresa.

## Poblacions més properes
El següent diagrama mostra les poblacions més properes.